# Corazón apasionado (canção)
"Corazón Apasionado" é uma canção interpretada pela atriz e cantora mexicana Lucero. Foi lançado em 1 de maio de 2012 como single promocional e tema musical da telenovela venezuelana de mesmo nome que teve sua estreia em 13 de fevereiro de 2012 pela emissora Venevisión.

## Informações
"Corazón Apasionado" tem duração de 3 minutos e 24 segundos, e foi escrito por Lucero em parceria com Ernesto Fernández e Jaime Galves. A canção foi escrita e gravada especialmente para novela, que teve como protagonistas os atores Guy Ecker e Marlene Favela.

## Lançamentos
Lucero foi anunciada como intérprete do tema musical da novela em outubro de 2011, e sua prévia foi lançada durante seu primeiro capitulo, em fevereiro de 2012. A canção foi lançada em download digital via iTunes em 1 de maio de 2012.

## Outras versões
Juntamente com a canção original, foi lançada em download digital mais outras duas versões da canção: ranchera e remix.

## Formato e duração
- Download digital[1][2]

1. "Corazón Apasionado" – 3:23
2. "Corazón Apasionado (Versión Ranchera)" – 3:23
3. "Corazón Apasionado (Remix)" – 4:41

## Histórico de lançamentos
| País   | Data              | Formato          | Gravadora    |
| ------ | ----------------- | ---------------- | ------------ |
| México | 1 de maio de 2012 | Download digital | Siente Music |